# Popular, democrático y científico
Popular, democrático y científico es el duodécimo álbum de estudio lanzado al mercado por el grupo gallego Siniestro Total. Fue grabado en los estudios Casa de Tolos de Mañufe (Pontevedra) a principios de 2005 y contó con la producción de Joe Hardy que mezcló y editó los temas en su residencia de Houston (Estados Unidos). Publicado por el sello Loquilandia/El Diablo en junio de 2005.
El álbum contenía, según los miembros del grupo, un "rollo maoísta psicodélico" y su intención al realizarlo era la de "experimentar con el punk, el grunge y el rock clásico". Sobre las letras, afirmaron que son "duros y han costado Dios y ayuda hacerlos, porque cada vez es más difícil hacer buenas letras y adecuarlas a la música".

## Lista de canciones
1. «Monstruos» - 4:10
2. «El loto azul» - 2:47
3. «Eterna relación» - 2:31
4. «Amarrado al duro banco» - 2:53
5. «Precisamente así» - 3:03
6. «Las piernas de Cristo» - 4:20
7. «Demasiadas hostias al aire» - 4:13
8. «El mercado flúctua» - 2:17
9. «Por un amor...» - 3:37
10. «No hay banda» - 3:11
11. «Bésame, soy gallego» - 2:44
12. «Cerrado por cansancio» - 4:50